# Distrito de Mukatsar
Mukatsar (en punyabí: ਮੁਕਤਸਰ ਜ਼ਿਲਾ) es un distrito de la India en el estado de Punyab. Código ISO: IN.PB.MU.
Comprende una superficie de 2596 km².
El centro administrativo es la ciudad de Mukatsar. En distrito también se encuentra la localidad de Kot Bhai.

## Demografía
Según censo 2011 contaba con una población total de 902702 habitantes, de los cuales 426402 eran mujeres y 476300 varones.